# Gasteriasläktet
Gasteriasläktet (Gasteria) är ett växtsläkte i familjen afodillväxter. Släktet innehåller cirka 30 arter och förekommer naturligt i Sydafrika. Några arter odlas som krukväxter i Sverige.
Släktet består av fleråriga, kala, städsegröna suckulenta örter. Bladen sitter i rosetter som ibland är tvåradiga, de är vanligen fläckiga eller bandade, ibland rynkiga eller vårtiga men saknar taggar i kanterna. Blommorna sitter i klasar på en enkel eller grenad blomställning. Själva blommorna är hängande, hyllet är rörlikt, uppsvängt och med uppsvälld bas. Frukten är en kapsel.

## Hybrider
Släktet korsar sig lätt med arter i andra närstående släkten och fler av dem har fått namn:
- ×Algastoloba D.M.Cumming - Aloe × Astroloba × Gasteria.
- ×Bayerara D.M.Cumming - Aloe × Gasteria × Haworthia.
- ×Gasteraloe Guillaumin - Aloe × Gasteria.
- ×Gasterhaworthia Guillaumin - Gasteria × Haworthia.
- ×Gasterlirion Mays & G.D.Rowley - Gasteria × Chortolirion.
- ×Gastroloba D.M.Cumming - Astroloba × Gasteria.
- ×Maysara D.M.Cumming  - Astroloba × Gasteria × Haworthia.
- ×Smithara D.M.Cumming - Gasteria × Haworthia × Poellnitzia.